# Hauts-de-Seine
Hauts-de-Seine är ett franskt departement, i regionen Île-de-France. Huvudort är Nanterre. 
Hauts-de-Seine och två andra små departement, Seine-Saint-Denis och Val-de-Marne, bildar en ring runt Paris, känd som Petite Couronne (dvs "liten krona").